# Morti nel 1433
| Questa pagina contiene informazioni ricavate automaticamente dalle voci biografiche con l'ausilio del template Bio e di un bot. L'aggiornamento è periodico e automatico e ricostruisce completamente la pagina. Se manca una persona in questa lista, sei pregato di non aggiungerla, ma accertati piuttosto che la sua voce biografica contenga il template Bio e che i dati anagrafici siano correttamente compilati. Se il template Bio manca, inseriscilo tu stesso o, in alternativa, metti l'avviso {{tmp\|Bio}} che ne segnala la mancanza. Se i dati riportati sono sbagliati, correggi direttamente la voce biografica; le modifiche saranno visibili in questa lista entro pochi giorni. Per chiarimenti vedi il progetto biografie. La lista contiene solo le 21 persone che sono citate nell'enciclopedia e per le quali è stato implementato correttamente il template Bio. Pagina aggiornata al 10 lug 2025. |

- 13 aprile - Lope González de Costes, teologo e presbitero spagnolo (n. 1370)
- 14 aprile - Liduina di Schiedam, mistica olandese (n. 1380)
- 18 aprile - Cleofe Malatesta, nobile
- 19 aprile - Piccarda Bueri, italiana
- 4 maggio - Pietro Emiliani, politico e vescovo cattolico italiano (n. 1362)
- 1º giugno - Giacomo II di Urgell, nobile (n. 1380)
- 14 agosto - Giovanni I del Portogallo, re portoghese (n. 1357)
- 31 agosto - Pietro I di Lussemburgo-Saint Pol, nobile francese (n. 1390)
- 5 settembre - Lê Lợi, imperatore e generale vietnamita (n. 1385)
- 6 settembre - Piergentile da Varano, politico italiano (n. 1400)
- 27 settembre - Giovanna di Valois, principessa francese (n. 1391)
- 1º ottobre - Bartolomeo della Capra, arcivescovo cattolico italiano
- 1º dicembre - Go-Komatsu, imperatore giapponese (n. 1377)
- 20 dicembre - Baysonqor, nobile persiano (n. 1397)
- Stefano Agazzari, religioso italiano (n. 1354)
- Jean de Brosse, militare francese (n. 1375)
- Kham Tam, sovrano laotiano
- Lue Sai, sovrano laotiano
- Antonio Martini di Atri, pittore italiano
- Nikolaus di Gara, politico ungherese (n. 1367)
- Giovanni II da Varano, condottiero e politico italiano